# Duyster (film)
Duyster is een Vlaamse horrorfilm uit 2021 van Thomas Vanbrabant en Jordi Ostir.
De film ging in première op zaterdag 30 oktober 2021 op het Razor Reel Flanders Film Festival. Het is de eerste Vlaamse film die gemaakt werd volgens de found footage techniek.
De film wordt gedistribueerd door Source 1 Media in Amsterdam. Sinds 1 maart 2022 is hij via VOD te bekijken bij Proximus. Op 18 mei 2022 verscheen Duyster op dvd en blu-ray, alsook bij Telenet en meJane via VOD.

## Verhaal
Nora, Bas en Milan zijn studenten die een documentaire maken over Johannes Duyster, de stadsbeul van Antwerpen die in de 17de eeuw leefde. Hoe meer ze te weten komen over zijn leven, hoe vreemder de incidenten waar ze op botsen.

## Rolverdeling
| Acteur             | Personage        |
| ------------------ | ---------------- |
| Stefaan Degand     | Corneel Smolarek |
| Sven De Ridder     | Stijn De Molen   |
| Maïmouna Badjie    | Nora Danso       |
| Louise Bergez      | Rita Gabriel     |
| Charles De Meester | Milan Avonds     |
| Tristan Feyten     | Bas Lauwer       |

## Prijzen en nominaties
| Jaar | Festival                                         | Categorie                  | Genomineerde(n)                 | Uitslag     |
| ---- | ------------------------------------------------ | -------------------------- | ------------------------------- | ----------- |
| 2021 | Razor Reel Film Festival                         | Young Blood Award          | Young Blood Award               | Genomineerd |
| 2021 | Buenos Aires Rojo Sangre Horror Film Festival    | Best Feature               | Best Feature                    | Genomineerd |
| 2021 | DarkVeins Horror Fest                            | Best Horror Feature        | Best Horror Feature             | Gewonnen    |
| 2021 | NOX Film Fest                                    | Best Feature               | Best Feature                    | Gewonnen    |
| 2021 | Infierno en los Andes Fest                       | Best Feature               | Best Feature                    | Genomineerd |
| 2021 | Scare The Sheet Out Of Us                        | Best Feature               | Best Feature                    | Gewonnen    |
| 2021 | Scare The Sheet Out Of Us                        | Best Director              | Thomas Vanbrabant & Jordi Ostir | Gewonnen    |
| 2021 | Scare The Sheet Out Of Us                        | Best Actress               | Maïmouna Badjie                 | Gewonnen    |
| 2021 | Lit Scares International Horror Festival         | Best Feature               | Best Feature                    | Genomineerd |
| 2022 | Buried Alive Horror Film Festival                | Best Feature               | Best Feature                    | Gewonnen    |
| 2022 | Black Sunday Film Festival                       | Best Feature               | Best Feature                    | Genomineerd |
| 2022 | Haunted House FearFest                           | Best Feature               | Best Feature                    | Genomineerd |
| 2022 | Haunted House FearFest                           | Best Actress               | Maïmouna Badjie                 | Gewonnen    |
| 2022 | SOMBRA Film Festival                             | Beste Feature              | Beste Feature                   | Genomineerd |
| 2022 | Golden State Film Festival                       | Beste Feature              | Beste Feature                   | Genomineerd |
| 2022 | Romford Film Festival                            | Best Found Footage Feature | Best Found Footage Feature      | Gewonnen    |
| 2022 | Unnamed Footage Festival                         | Best Feature               | Best Feature                    | Genomineerd |
| 2022 | Fantasporto - Oporto International Film Festival | Best Feature               | Best Feature                    | Genomineerd |
| 2022 | BUT Film Festival                                | Bloody Belgium             | Bloody Belgium                  | Genomineerd |

## Varia
- De Belgische metalband Your Highness schreef de titeltrack voor Duyster: ‘Deathsman’.[22]
- De film speelt zich grotendeels af in Antwerpen. Er werd gedraaid op en bij bekende locaties, zoals het Letterenhuis, Het Steen, de Grote Markt ...[23]